# Wilhelm Carl von Rothschild
Wilhelm Carl von Rothschild (Frankfurt na Majni, 16. svibnja 1828. ili Napulj, 10. svibnja 1828. – Franfkfurt na Majni, 25. siječnja 1901.), njemački bankar i austrijski barun talijanske loze obitelji Rothschild.
Rodio se kao četvrto od petero djece i treći od četvero sinova u obitelji baruna Carla Mayera von Rothschild (1788. – 1855.) i barunice Adelheide Herz (1800. – 1853.). Preuzeo je vodstvo frankfurtske bankarske središnjice 1886. i vodio je do svoje smrti 1901. godine. U međuvremenu je Frankfurt prestao biti poslovno središte te su članovi austrijskog, engleskog i francuskog ogranka obitelji odlučili, poslije Wilhelmove smrti, zatvoriti frankfurtsku banku.
Godine 1849. oženio je barunicu Mathilde Hannah von Rothschild (1832. – 1924.), kći austrijskog baruna i bankara Anselma von Rothschilda (1803. – 1874.) i Charlotte de Rothschild (1807. – 1859.), kćerke engleskog bankara Nathana Mayera Rothschilda (1777. – 1836.). Wilhelm i njegova supruga Mathilde bili su pristalice brojnih humanitarnih zaklada u Frankfurtu. Imali su tri kćeri, od kojih su samo dvije preživjele rano djetinjstvo:
- Adelheid von Rothschild (1853. – 1935.), udana 1877. godine za rođaka Edmonda Jakoba de Rothschilda (1845. – 1934.)
- Minna Caroline von Rothschild (1857. – 1903.), udana 1878. godine za Maximiliana Benedikta Heyuma Goldschmidta (1943. – 1940.)

Postao je partner u frankfurtskoj banci 1855. godine, zajedno sa starijim bratom Mayerom Carlom von Rothschildom (1820. – 1886.), koju je preuzeo samostalno nakon njegove smrti.